# Bluewater Stadium
Il Bluewater Stadium, anche noto come Park Island, è uno stadio di calcio che si trova a Napier, in Nuova Zelanda. È usato per lo più per le partite di calcio casalinghe delle due maggiori squadre di calcio di Napier, l'Hawke's Bay United e il Napier City Rovers.
Lo stadio può contenere circa 5 000 persone.